# قرار مجلس الأمن التابع للأمم المتحدة رقم 1009
قرار مجلس الأمن التابع للأمم المتحدة رقم 1009، المتخذ بالإجماع في 10 آب / أغسطس 1995، بعد الإشارة إلى جميع القرارات المتعلقة بالحالة في يوغوسلافيا السابقة، بما في ذلك القرارات 981 (1995)، 990 (1995) و994 (1995)، طالب المجلس حكومة كرواتيا الالتزام بصرامة بقرارات مجلس الأمن بعد هجوم للجيش الكرواتي بدأ في 4 أغسطس 1995.
وذكر المجلس أن كرواتيا لم تمتثل لمتطلبات مجلس الأمن التي صدرت في وقت سابق من الشهر. وأُعرب عن القلق إزاء انتهاكات حظر الأسلحة، وأعرب عن أسفه لتوقف المحادثات في جنيف. تم التأكيد على أهمية التوصل إلى تسوية تفاوضية بالاقتران مع الاعتراف المتبادل بدول يوغوسلافيا السابقة. أدى الهجوم الواسع النطاق الذي شنته كرواتيا على الصرب في 4 آب / أغسطس إلى تصعيد الصراع وكان مؤسفاً. وأدينت مرة أخرى قصف الأهداف المدنية، ولوحظ أن انتهاكات القانون الإنساني الدولي قد ارتكبت وأن الأشخاص الذين فروا كانوا في وضع خطير. ويتعين حماية حقوق السكان الصرب المحليين، بينما أدان المجلس أيضاً العنف ضد موظفي الأمم المتحدة الذي أسفر عن سقوط ثلاثة قتلى.
بموجب الفصل السابع من ميثاق الأمم المتحدة، طالب مجلس الأمن كرواتيا بوقف جميع الأعمال العسكرية على الفور واحترام حقوق الصرب المحليين، والسماح للجنة الدولية للصليب الأحمر والمنظمات الإنسانية بالوصول إلى المنطقة، والسماح بالعودة من اللاجئين والمشردين واحترام وضع موظفي الأمم المتحدة، وتقديم أي شخص مسؤول عن الهجمات على قوة الأمم المتحدة إلى العدالة. تم تذكير جميع الأطراف بالتزاماتهم بموجب القرار 816 (1993) والسعي إلى تسوية تفاوضية تضمن حقوق جميع الطوائف في المحادثات تحت رعاية المؤتمر الدولي حول يوغوسلافيا السابقة.
وأخيراً، طُلب من الأمين العام بطرس بطرس غالي أن يقدم تقريراً إلى المجلس في غضون ثلاثة أسابيع من اتخاذ هذا القرار بشأن تنفيذه وآثار الحالة على عملية الأمم المتحدة لاستعادة الثقة. كما سيتم النظر في اتخاذ مزيد من التدابير لضمان الامتثال للقرار.

## روابط خارجية
- نص القرار في undocs.org